# Calodesma tamara
Calodesma tamara är en fjärilsart som beskrevs av Erich Martin Hering 1925. Calodesma tamara ingår i släktet Calodesma och familjen björnspinnare. Inga underarter finns listade i Catalogue of Life.